# Treuenbrietzen
Treuenbrietzen är en stad i Tyskland, belägen i Landkreis Potsdam-Mittelmark i förbundslandet Brandenburg.  Staden ligger på Fläming-höglandet, omkring 65 km sydväst om Berlin och 38 km söder om Potsdam. De tidigare kommunerna Bardenitz, Brachwitz, Dietersdorf, Feldheim, Niebel, Niebelhorst och Rietz uppgick i Treuenbrietzen den 31 december 2001 följt av Lobbese, Lühsdorf och Marzahna år 2003.

## Befolkning
| År   | Invånare |
| ---- | -------- |
| 1875 | 9 422    |
| 1890 | 8 939    |
| 1910 | 9 226    |
| 1925 | 9 815    |
| 1933 | 10 118   |
| 1939 | 12 239   |
| 1946 | 13 985   |
| 1950 | 13 554   |
| 1964 | 11 114   |
| 1971 | 10 961   |

| År   | Invånare |
| ---- | -------- |
| 1981 | 9 749    |
| 1985 | 9 626    |
| 1989 | 9 371    |
| 1990 | 9 251    |
| 1991 | 9 139    |
| 1992 | 9 093    |
| 1993 | 9 116    |
| 1994 | 9 272    |
| 1995 | 9 240    |
| 1996 | 9 155    |

| År   | Invånare |
| ---- | -------- |
| 1997 | 9 116    |
| 1998 | 9 066    |
| 1999 | 9 006    |
| 2000 | 8 908    |
| 2001 | 8 760    |
| 2002 | 8 734    |
| 2003 | 8 706    |
| 2004 | 8 590    |
| 2005 | 8 475    |
| 2006 | 8 207    |

| År   | Invånare |
| ---- | -------- |
| 2007 | 8 108    |
| 2008 | 8 001    |
| 2009 | 7 911    |
| 2010 | 7 776    |
| 2011 | 7 569    |
| 2012 | 7 487    |
| 2013 | 7 406    |
| 2014 | 7 430    |
| 2015 | 7 379    |
| 2016 | 7 460    |

| År   | Invånare |
| ---- | -------- |
| 2017 | 7 475    |
| 2018 | 7 405    |
| 2019 | 7 459    |
| 2020 | 7 423    |

## Berömda stadsbor
- Martin Chemnitz (1522–1586), luthersk teolog.
- Friedrich Heinrich Himmel (1765-1814), kompositör och pianist.
- Aaron Isaac (1730–1816), sigillgravör och köpman, grundare av Stockholms judiska församling.
- Henry Maske (född 1964), boxare, OS-segrare 1988 och IBF-världsmästare i lätt tungvikt 1993-1996.
- Christoph Nichelmann (1717–1762), cembalist, kompositör, musikteoretiker.
- Gottlob Ludwig Rabenhorst (1806–1881), botaniker.